# 融通
| ウィキペディアには「融通」という見出しの百科事典記事はありません（タイトルに「融通」を含むページの一覧/「融通」で始まるページの一覧）。 代わりにウィクショナリーのページ「融通」が役に立つかもしれません。 |